# Grand Prix of Monterey 2003
Grand Prix of Monterey 2003 var den sjunde deltävlingen i CART World Series 2003. Racet kördes den 15 juni på Laguna Seca Raceway i Monterey, Kalifornien. Patrick Carpentier tog sin första seger för säsongen, mindre än en sekund före Bruno Junqueira. Paul Tracy blev trea, medan Michel Jourdain Jr. slutade fyra, vilket räckte för att han skulle behålla mästerskapsledningen.

## Slutresultat
| Plats | Förare              | Team                      | Grid | Kvaltid  |
| ----- | ------------------- | ------------------------- | ---- | -------- |
| 1     | Patrick Carpentier  | Forsythe Racing           | 1    | 1.09,575 |
| 2     | Bruno Junqueira     | Newman/Haas Racing        | 2    | 1.09,794 |
| 3     | Paul Tracy          | Forsythe Racing           | 3    | 1.09,761 |
| 4     | Michel Jourdain Jr. | Team Rahal                | 13   | 1.10,970 |
| 5     | Mario Haberfeld     | Conquest Racing           | 6    | 1.10,244 |
| 6     | Oriol Servià        | Patrick Racing            | 10   | 1.10,597 |
| 7     | Adrián Fernández    | Fernández Racing          | 5    | 1.10,228 |
| 8     | Jimmy Vasser        | Spirit Team Johansson     | 8    | 1.10,538 |
| 9     | Tiago Monteiro      | Fittipaldi-Dingman Racing | 15   | 1.11,354 |
| 10    | Mario Domínguez     | Herdez Competition        | 11   | 1.10,800 |
| 11    | Bryan Herta         | PK Racing                 | 12   | 1.10,943 |
| 12    | Ryan Hunter-Reay    | Spirit Team Johansson     | 17   | 1.11,450 |
| 13    | Joël Camathias      | Dale Coyne Racing         | 18   | 1.11,455 |
| 14    | Alex Tagliani       | Rocketsports Racing       | 14   | 1.11,025 |
| 15    | Roberto Moreno      | Herdez Competition        | 9    | 1.10,573 |
| 16    | Geoff Boss          | Dale Coyne Racing         | 19   | 1.12,802 |
| 17    | Sébastien Bourdais  | Newman/Haas Racing        | 4    | 1.10,099 |
| 18    | Darren Manning      | Walker Racing             | 7    | 1.10,531 |
| 19    | Rodolfo Lavín       | Walker Racing             | 16   | 1.11,430 |